# شاموني أجمي
شاموني أجمي (الاسم العلمي: Chamonixia caespitosa) هو نوع من الفطريات يتبع جنس الشاموني من الفصيلة البوليطية.